# NXT Women's Championship
Het NXT Women's Championship is een vrouwelijk professioneel worstelkampioenschap van de Amerikaanse worstelorganisatie WWE voor hun NXT brand. Het is een van de top singles-kampioenschappen voor vrouwen onder de drie belangrijkste WWE brands, samen met het Raw Women's Championship voor Raw en het SmackDown Women's Championship voor SmackDown.

## Geschiedenis
Het kampioenschap was op 5 april 2013 geïntroduceerd op WrestleMania Axxess. Tijdens de opnames van WWE NXT op 30 mei 2013, die werden uitgezonden op 5 juni 2013, kondigde Stephanie McMahon aan dat er een toernooi werd georganiseerd met vijf worstelaars van NXT en drie van het hoofdrooster. De winnares zou worden gekroond als de inaugurele NXT Women's Champion. Het toernooi werd op basis van een knock-outsysteem georganiseerd. Tijdens de opnames van NXT op 20 juni 2013, uitgezonden op 24 juli 2013, werd Paige de inaugurele NXT Women's Champion nadat ze finale won door Emma te verslaan.

### Toernooi

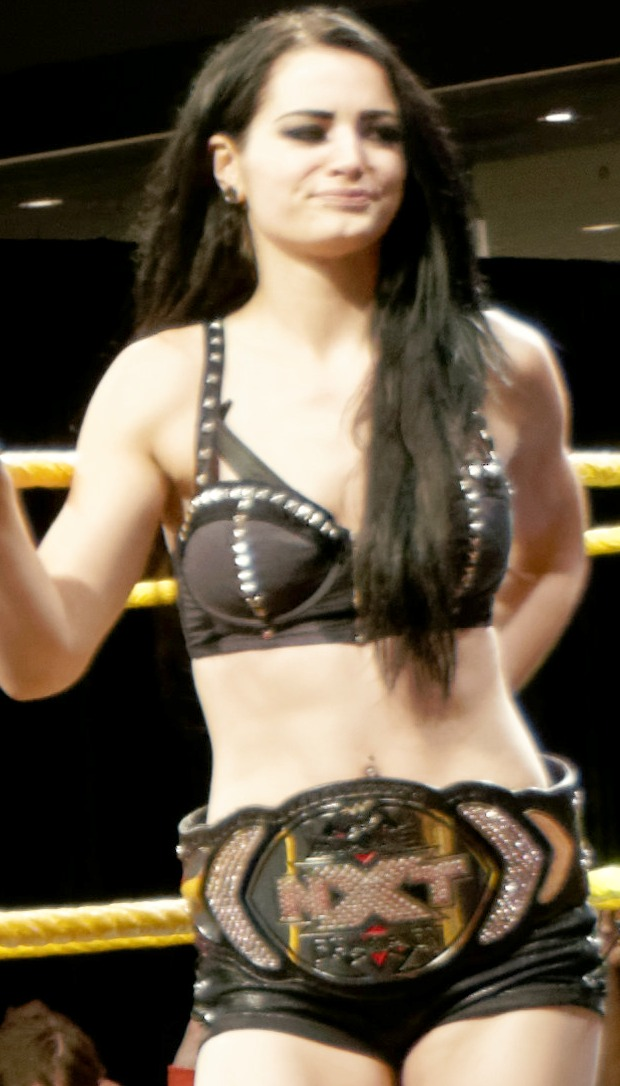
Paige was de inaugurele NXT Women's Champion.

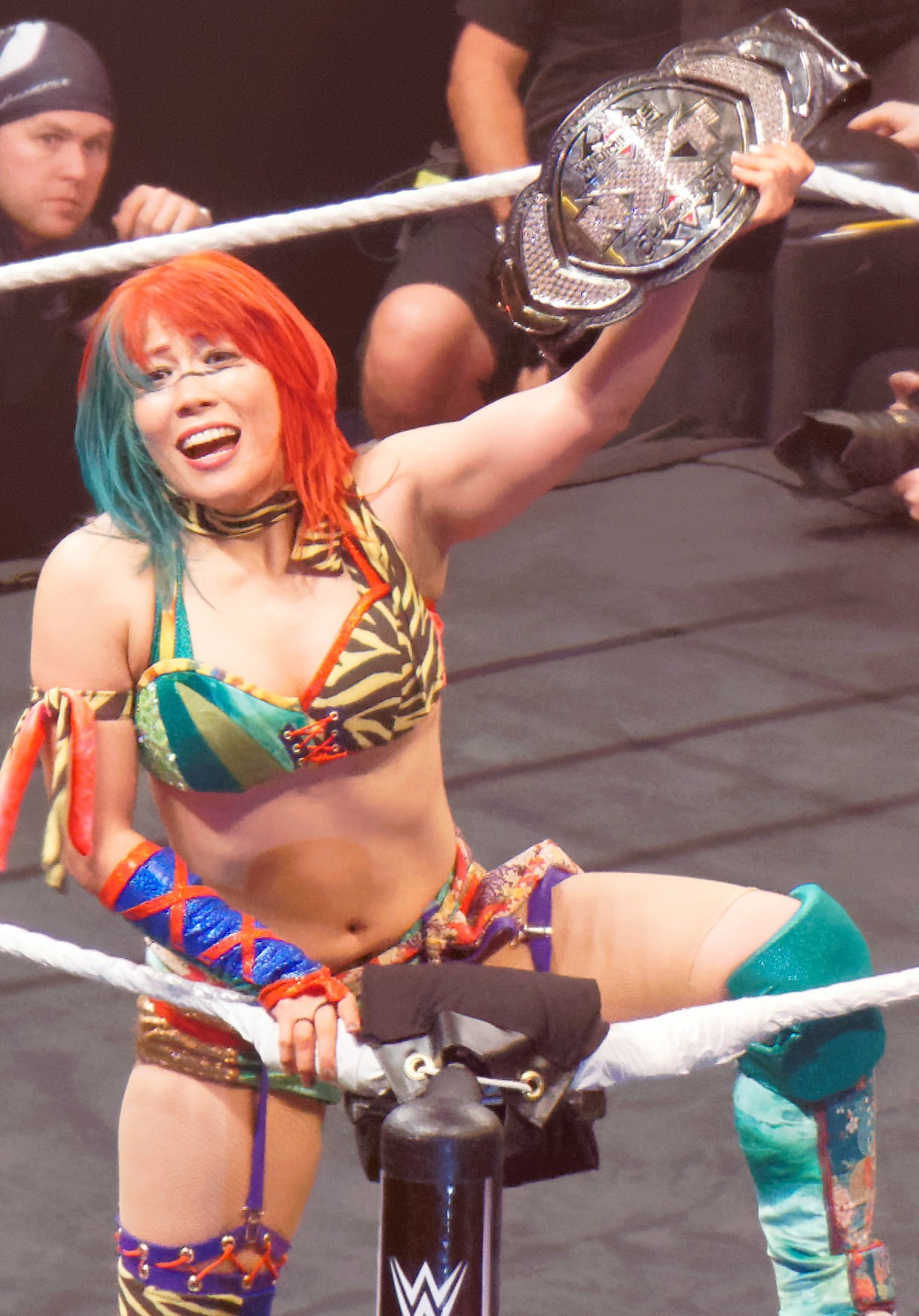
Asuka als NXT Women's Champion

| Legenda | Legenda                   |
| ------- | ------------------------- |
| Pin     | Pinfall                   |
| Sub     | Submission                |
| CO      | Count-out                 |
| DCO     | Double count-out          |
| DQ      | Diskwalificatie           |
| DDQ     | Dubbele diskwalificatie   |
| Draw    | Gelijkspel                |
| Ref     | Scheidsrechtersbeslissing |

|  | Eerste ronde | Eerste ronde |            |       | Halve finale | Halve finale |  |  | Finale | Finale |
|  |              |              |            |       |              |              |  |  |        |        |
|  |              |              |            |       |              |              |  |  |        |        |
|  |              |              |            |       |              |              |  |  |        |        |
|  |              |              |            |       |              |              |  |  |        |        |
|  | Tamina Snuka | 04:00        |            |       |              |              |  |  |        |        |
|  | Tamina Snuka | 04:00        |            |       |              |              |  |  |        |        |
|  | Paige        | Pin          |            |       |              |              |  |  |        |        |
|  | Paige        | Pin          | Paige      | Pin   |              |              |  |  |        |        |
|  |              |              | Paige      | Pin   |              |              |  |  |        |        |
|  |              | Alicia Fox   | 04:44      |       |              |              |  |  |        |        |
|  | Bayley       | Alicia Fox   | 04:44      | 03:27 |              |              |  |  |        |        |
|  | Bayley       |              |            | 03:27 |              |              |  |  |        |        |
|  | Alicia Fox   | Pin          |            |       |              |              |  |  |        |        |
|  | Alicia Fox   | Pin          | Paige      | Pin   |              |              |  |  |        |        |
|  |              |              | Paige      | Pin   |              |              |  |  |        |        |
|  |              | Emma         | 13:12      |       |              |              |  |  |        |        |
|  | Sasha Banks  | Emma         | 13:12      | 03:30 |              |              |  |  |        |        |
|  | Sasha Banks  |              |            | 03:30 |              |              |  |  |        |        |
|  | Summer Rae   | Pin          |            |       |              |              |  |  |        |        |
|  | Summer Rae   | Pin          | Summer Rae | 04:25 |              |              |  |  |        |        |
|  |              |              | Summer Rae | 04:25 |              |              |  |  |        |        |
|  |              | Emma         | Pin        |       |              |              |  |  |        |        |
|  | Emma         | Emma         | Pin        | Sub   |              |              |  |  |        |        |
|  | Emma         |              |            | Sub   |              |              |  |  |        |        |
|  | Aksana       | 03:40        |            |       |              |              |  |  |        |        |
|  | Aksana       | 03:40        |            |       |              |              |  |  |        |        |

Bron:

## Lijst van NXT Women's Champions
| Nr.            | Worstelaars     | #              | Datum               | Stad                 | Evenement                     | Aantekeningen |
| -------------- | --------------- | -------------- | ------------------- | -------------------- | ----------------------------- | --- |
| 1              | Paige           | 1              | 20 juni 2013        | Winter Park, Florida | NXT                           | Tijdens de NXT-opnames won Paige van Emma om de eerste "NXT Women's Champion" ooit te bekomen. De aflevering werd op 24 juli 2013.                                                |
| vacant gesteld | vacant gesteld  | vacant gesteld | 24 april 2014       | Baltimore, Maryland  | NXT                           | NXT General Manager John Layfield ontnam Paige de titel, omdat zij na op het hoofdrooster ging worstelen en de WWE Divas Championship had gewonnen.                               |
| 2              | Charlotte       | 1              | 29 mei 2014         | Winter Park, Florida | NXT TakeOver                  | Charlotte won van Natalya na een toernooi voor de vacante titel. |
| 3              | Sasha Banks     | 1              | 11 februari 2015    | Winter Park, Florida | NXT TakeOver: Rival           | Dit was een fatale 4-weg wedstrijd onder andere Bayley en Becky Lynch. |
| 4              | Bayley          | 1              | 22 augustus 2015    | Brooklyn, New York   | NXT TakeOver: Brooklyn        | Dit was het langste Divas gevecht in de geschiedenis van WWE. |
| 5              | Asuka           | 1              | 1 april 2016        | Dallas, Texas        | NXT TakeOver: Dallas          | |
| vacant gesteld | vacant gesteld  | vacant gesteld | 24 augustus 2017    | Winter Park, Florida | NXT                           | Na een sleutelbeenblessure te hebben opgelopen bij NXT TakeOver: Brooklyn III, heeft Asuka de titel vacant gesteld. Deze aflevering werd op 6 september 2017 uitgezonden op tape. |
| 6              | Ember Moon      | 1              | 18 november 2017    | Houston, Texas       | NXT TakeOver: WarGames        | Dit was een fatal four-way match voor de vacante titel, waarbij ook Kairi Sane, Nikki Cross en Peyton Royce waren betrokken.                                                      |
| 7              | Shayna Baszler  | 1              | 7 april 2018        | New Orleans          | NXT TakeOver: New Orleans     | |
| 8              | Kairi Sane      | 1              | 18 augustus 2018    | Brooklyn, New York   | NXT TakeOver: Brooklyn 4      | |
| 9              | Shayna Baszler  | 2              | 28 oktober 2018     | Uniondale, New York  | WWE Evolution                 | |
| 10             | Rhea Ripley     | 1              | 18 december 2019    | Winter Park, Florida | NXT                           | Haar reign eindigde op 5 april 2020. |
| 11             | Charlotte Flair | 2              | 25 of 26 maart 2020 | Orlando, Florida     | WrestleMania 36               | |
| 12             | Io Shirai       | 1              | 7 juni 2020         | Winter Park, Florida | NXT TakeOver: In Your House   | Dit was een Triple Threat Match |
| 13             | Raquel González | 1              | 7 april 2021        | Orlando, Florida     | NXT TakeOver: Stand & Deliver | |

## Lijst
| Nr. | Worstelaarster  | # | Aantal dagen kampioen | Aantal dagen kampioen (WWE) |
| --- | --------------- | - | --------------------- | --------------------------- |
| 1   | Shayna Baszler  | 2 | 549                   | 548                         |
| 2   | Asuka           | 1 | 510                   | 522                         |
| 3   | Charlotte Flair | 2 | 331                   | 321                         |
| 4   | Paige           | 1 | 308                   | 273                         |
| 5   | Io Shirai       | 1 | 304                   | 304                         |
| 6   | Bayley          | 1 | 223                   | 223                         |
| 7   | Sasha Banks     | 1 | 192                   | 191                         |
| 8   | Ember Moon      | 1 | 140                   | 139                         |
| 9   | Raquel González | 1 | 113+                  | 113+                        |
|     | Rhea Ripley     | 1 | 98                    | 108                         |
| 10  | Kairi Sane      | 1 | 71                    | 71                          |

Laatst bijgewerkt: 29 juli 2021